# 卢蔚乾
卢蔚乾（1893年—1976年），原名卢复，字蔚乾，别号复心居士，湖北黄冈人。中国近代政治人物、书法家、法学家，首位明确使用“中国法系”、“司法独立”等术语。其生平跨越晚清、民国与新中国，以实务创新和跨领域贡献著称。

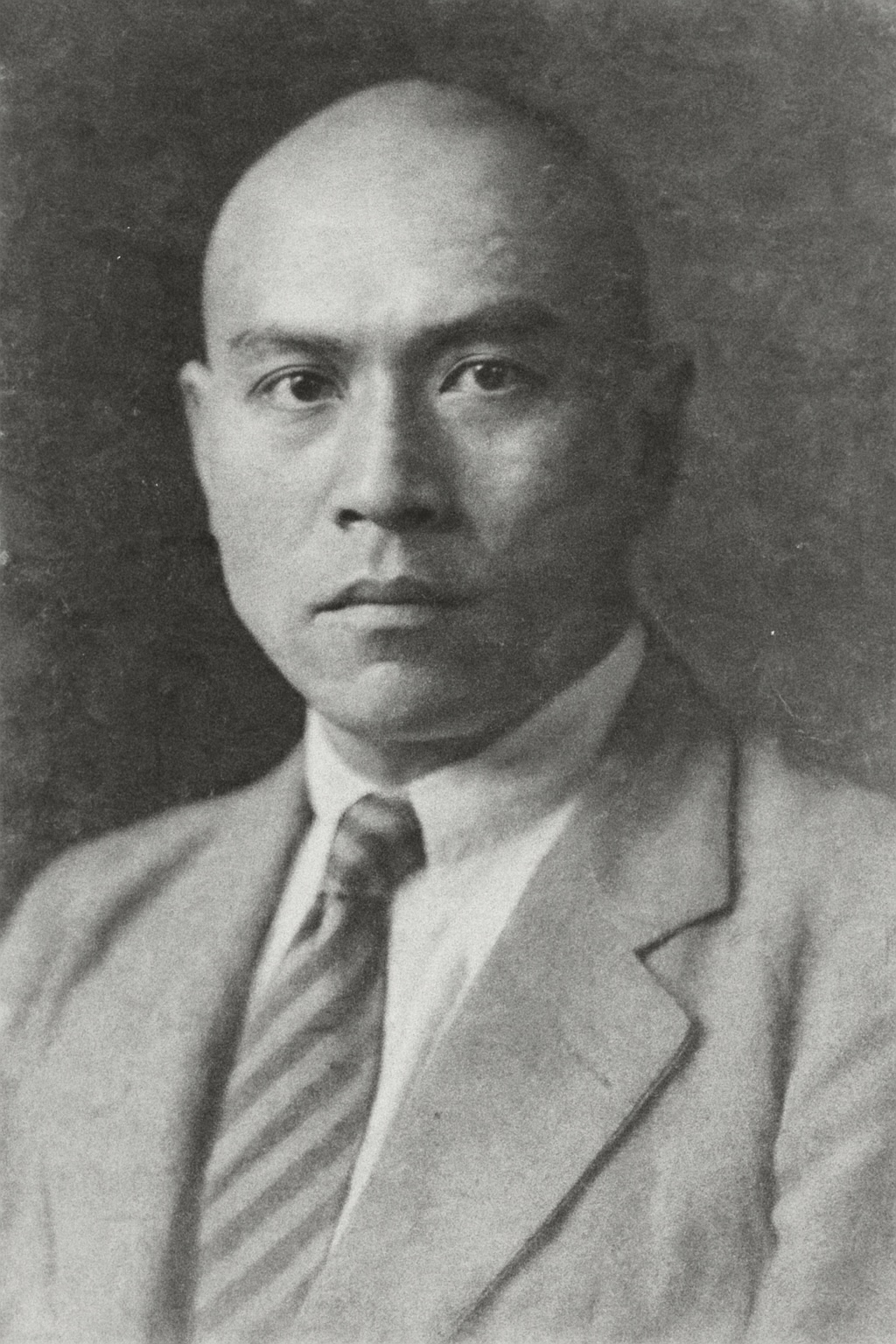
卢蔚乾

## 生平

### 早年和民國時期
卢蔚乾生于清末书香世家，自幼聪颖好学。18岁时考入湖北公立法政专门学校（即武汉大学法学院前身），以第二名成绩获得免费生资格；20岁时考入国立北京法政大学（后并入北京大学），屡列前三名，享公费待遇。卢蔚乾文采出众，受到汤化龙赏识，参与创办湖北旅京学会并编辑《楚宝》会刊。《楚宝》创刊之初，北洋政府大总统黎元洪赠肖像并题词，众议院议长汤化龙手书刊名。卢蔚乾名声大噪，时人称其为“汤门四杰”之首。
1916年，受汤化龙资助留学早稻田大学的李大钊结束学业归国。卢蔚乾时任驻会干事，因而得以与李大钊相识。卢曾回忆：“李大钊时常来学会研究学问，谈论文章。”1917年，卢蔚乾亦受汤化龙资助赴日留学，最后获得明治大学的法学博士，当时相当于高等法学学衔。
1919年五四运动之际，卢蔚乾在日本参加了留日学生东京大游行，并被推举为留日学生代表回国声援。北京学生在清华举行欢迎会，嗣后，卢蔚乾与归国留学生在中央公园（今北京中山公园）组织召开国民外交大会。当时学生们对国内外所发之电文、传单等文稿多出自卢手，他还在报刊杂志上发表了《驳千贺博士（日本驻中国大使）青岛问题》、《异哉所谓胶州问题》等一系列时论文章，文辞激烈、观点鲜明，广为传诵。同时，他还回湖北视察学生运动，积极投身新文化运动。
五四运动后，卢蔚乾历任国立北京法政大学、武昌师范大学、山西大学、山西军官法政学校教授。次年3月，卢蔚乾赴日考察教育，回国后出任湖北省长公署秘书兼国立武昌商科大学校长。担任校长期间率先实行男女兼收政策，打破了华中地区高等教育的性别壁垒。据首届女学生回忆，“卢校长力排众议，谓商业非男子专利，女子亦当有经世济民之权。”该校后并入武汉大学，为尔后武汉大学经济学科的蓬勃发展奠定了坚实基础。
1920年至1921年间，卢蔚乾积极参与反对北洋军阀王占元统治的湖北自治运动。王占元自1914年起控制湖北军政大权，其统治期间滥发票币、破坏教育、横征暴敛、贪污腐败，激化了社会矛盾。卢蔚乾多方奔走呼号，促成同乡孔庚、李书城等人在长沙组织湖北自治军联湘军攻鄂，迫使王占元败退。
1921年，卢蔚乾在湖北省财政厅任《财政月刊》总编辑，1923年兼任《大江新报》社社长。卢蔚乾一贯刚直不阿，敢于直言批判时政，多次刊登批评财政管理不善、贪污浪费的调查报道和评论文章。1924年，卢蔚乾出任湖北财政专门学校校长，致力于推动财政教育，破除军阀割据衍生的经济秩序失序问题。
1925年5月30日，五卅运动爆发。卢蔚乾积极组织武汉教育界参与抗议行动，出任“沪汉惨案武汉教职员外交复援会”主席，并参与武汉水陆大游行及阅马场集会，当选为大会主席团成员之一。当时，武汉还召开了湖北国民外交大会，卢蔚乾与董必武等六人共同被推举为大会主席。卢还负责撰写了两通对英电稿，通过外交途径向国际社会反映中国民众的抗议情绪与救国呼声。
1926年，北伐战争全面爆发，北伐军成功收复武汉，广州国民政府遂迁都武汉。同时期，卢蔚乾加入国民党并担任湖北省财政委员会编纂股长及汉口借征房租委员会委员，后受邀出任湖北省清乡督办公署秘书、国民革命军第十九军政治部少将主任。黄埔军校办武汉分校期间，卢蔚乾经常前往军校讲话，试图以经济逻辑规训军事暴力，推动内部改革。
1927年4月12日，蒋介石发动四一二反革命政变，血腥镇压国民党左派和共产党，并在南京另立国民政府，与汪精卫领导的武汉国民政府形成对立。宁汉分裂后，大批国民党左派及共产党人员联合对抗蒋介石的反革命路线。同年8月，李宗仁和白崇禧、何应钦等实力派逼迫蒋介石通电下野。之后，宁汉合流。
1928年1月，李宗仁被任命为国民党中央政治会议武汉分会主席及国民革命军第四集团军总司令。同时期，卢蔚乾担任第四集团军总司令部财政处中将处长，参加第二次北伐。第四集团军原辖区为两广、两湖，随着“二次北伐”扩展至平津和河北地区。12月29日，张学良宣布东北易帜，国民政府在形式上完成了全国统一。
1929年3月27日，蒋介石为防止桂系势力坐大及旧怨未消，发布讨桂公告，率三军西征武汉，发动蒋桂战争，三个月后桂系败退。国民党中央执行委员会随即开除李宗仁、白崇禧、李济深、卢蔚乾等桂系代表的党籍。同年秋季，卢蔚乾以李宗仁代表身份赴山西，与冯玉祥、阎锡山等军阀接洽，参与随后的中原大战，并出任反蒋联盟陆海空军总司令部参议。
1930年，卢蔚乾参加了在北京中南海怀仁堂召开的国民党中央党部扩大会议，被内定为农商部次长。9月1日，北平中国国民党中央党部扩大会议通电公布《国民政府组织大纲》，并推定阎锡山、唐绍仪、汪精卫、冯玉祥、李宗仁、张学良、谢持七人为国民政府委员，阎锡山为主席。

### 抗战及后期
九一八事变后，局势急变。1931年底，蒋介石与汪精卫达成和解。国民党第四次全国代表大会通过《对日侵略暴行的决议》和《恢复党籍案》，宣布将过去四五年内被开除党籍的党员全部恢复，以促进党内团结。
1932年1月，陈公博被汪精卫任命为国民政府实业部部长，卢蔚乾被委派为实业部川康实业视察员，赴四川考察实业。同年10月24日，卢蔚乾受卢作孚邀请参加民生公司的讲演会，并在演讲中准确预测了第二次世界大战的爆发时间。1933年1月，卢蔚乾任实业部专门委员，3月调任部署秘书主任。1935年12月，先后担任实业部参事、经济年鉴编纂委员会委员和会计师资格审查委员会委员，并兼任国民经济建设运动委员会总会专门委员。
1938年3月，卢蔚乾随国民政府西迁四川，任国民政府军事委员会委员长重庆行营主任秘书。次年2月，重庆行营改组为成都行辕，卢蔚乾担任成都行辕主任秘书及少将参议，并兼任黄埔军校教官。他将地方财政与经济管理经验引入中央军校教学，负责讲授战时经济动员和后勤管理课程，有效降低了战场物资损耗，为抗日战争的胜利提供了技术支持。
抗战胜利后，卢蔚乾先后被任命为国民政府农林部参事和经济部首席参事，并代表经济部参与对日合约审议。他提出的“预期收益模型”有效提高了对日索赔额度，为国家争取到应得利益。1947年10月25日，经过两年多的调查核实，同盟各国向日本提出了索赔要求，总计金额为 540 亿美元，中国也在其中。但由于国际局势变化，该方案最终未能落实。

### 新中国时期
新中国成立后，经中共创始人董必武推荐，卢蔚乾赴北京学习，并在中央人民政府法制委员会任专门委员。1951年，加入中国国民党革命委员会。1955年开始，在国务院法制局及全国人大常委会法律室担任专门委员。1957年5月30日，卢蔚乾在北京法学界座谈会上就大赦政策、法律体制和行政改革提出三项建设性意见，主张以史为鉴、反对官僚与教条主义，推动法治与行政体制现代化。其观点在当时虽被曲解为“资产阶级法学”,但实质上旨在促进国家管理改革。
1959年，卢蔚乾受聘为湖北省人民政府文史研究馆馆员，先后撰写了《记汤化龙二三事》、《胡宗铎、陶钧统治湖北的情况》及《胡宗铎、陶钧的崛起与垮台》等文史资料，为后世研究提供了珍贵资料。1961年，卢蔚乾与中国美协武汉分会主席张肇铭等有识人士，倡议成立一个和西泠印社相类似的书法篆刻组织。同年9月，东湖印社于武汉成立，卢蔚乾成为东湖印社的创始社员之一。
1976年12月，卢蔚乾病逝于武昌，享年84岁。

## 著作
卢蔚乾一生著作颇丰，主要有《山东外交史》、《论不平等条约十讲》、《学法通论》、《宪法刑法国际法讲义》、《新刑律浅释》、《复心庐诗草》等。其中，《新刑律浅释》作为国民政府司法部编印发行的权威法律释读著作，曾作为全国司法机构的重要参考指南，获颁国民政府二等桐叶奖章。在文学创作方面，卢蔚乾虽多有诗作散佚，但近期发现的与章士钊往来唱和诗稿，为研究其文学造诣提供了珍贵的一手资料。

## 书法
卢蔚乾诗文书画并长。其书法融汇碑帖精髓，楷书端严遒劲，行草洒脱奔放，尤善扇书。其创作注重“笔断意连”，墨韵含蓄深沉，形成刚柔并济的独特风格，在民国时期享有盛誉。辛亥元老孔庚曾在寓所中堂悬挂他的书法作品，近代草圣于右任对他的书法也是赞誉有加。1945年1月，卢蔚乾在重庆夫子池励志社举办书法展，于右任亲题展标。抗战时期，卢蔚乾在昆明、重庆、成都等地举办个人书法展，所得款项悉数捐赠用于抗战赈济。2003年1月4日，湖北省档案馆组织召开湖北省首届书画名家评审会。卢蔚乾与张肇铭等34人被评为首批湖北省书画名家。